# Santa Cecília do Sul
Santa Cecília do Sul är en kommun i Brasilien.   Den ligger i delstaten Rio Grande do Sul, i den södra delen av landet, 1 400 km söder om huvudstaden Brasília. Antalet invånare är 1 655.
Omgivningarna runt Santa Cecília do Sul är en mosaik av jordbruksmark och naturlig växtlighet. Runt Santa Cecília do Sul är det ganska glesbefolkat, med 21 invånare per kvadratkilometer.